# Cuaespinós carboner
El cuaespinós carboner (Synallaxis tithys) és una espècie d'ocell de la família dels furnàrids (Furnariidae).
Habita zones àrides amb matolls als turons per l'oest Andes del sud-oest d'Equador i nord-oest de Perú.